# Portella di Mare
Portella di Mare is een plaats (frazione) in de Italiaanse gemeente Misilmeri.